# Cofarming
Per cofarming si intende la possibilità di una comunità di persone di contribuire alla produzione agricola e dei suoi derivati, tramite l'acquisizione da parte di microfinanziatori/consumatori di quote di produzione emesse dal produttore. 

## Microfinanziamento e piattaforma online
Le quote possono essere tradotte anche in ore lavoro spendibili direttamente in azienda o sul campo tramite una banca del tempo, borsa lavoro, e costituiscono una nuova forma di finanziamento all'agricoltura partecipata, concetto leggermente differente dal C.S.A. o Community Supported Agriculture.
Il cofarming si pone come obiettivo quello di mettere in contatto il produttore locale con il microfinanziatore, tramite un sistema di relazione online basato su di un social network. 
Il sistema utilizzato per fornire il prestito sociale, meglio detto in inglese con social lending, non è dissimile ai sistemi di crowdfunding o crowd financing già presenti per i nuovi mercati nel settore musicale o nella moda. 

## Vantaggi
La disintermediazione, permette quindi prezzi più bassi per i finanziatori/consumatori e oneri meno restrittivi nella scelta dei metodi per la produzione agricola e aziendale. Da una parte il produttore può contare su di un budget disponibile per la sua pianificazione annuale o semestrale, mentre il finanziatore/consumatore può avere maggiore controllo sui prodotti, proporre nuove produzioni agricole, gestire i suoi acquisti come fosse un G.A.S., un gruppo d'acquisto solidale.